# Сефевидо-Габсбургский альянс

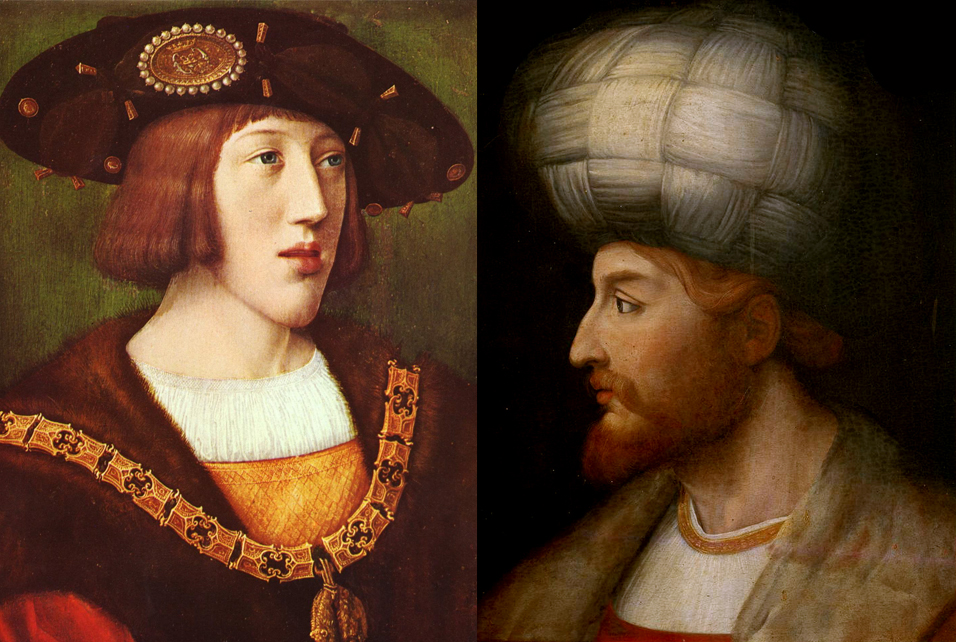
Правители, связавшие первые отношения: правитель Сефевидов Шах Исмаил и правитель Габсбургов Карл V.

Сефевидо-Габсбургский альянс — союз, установленный между династией Габсбургов и государством Сефевидов против Османского государства в XVI веке. 

## Первые взаимоотношения

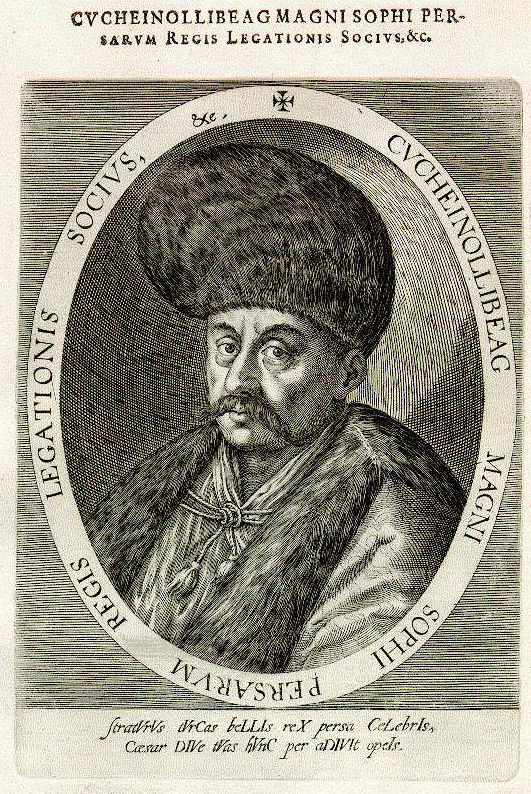
Гусейнали-бей Баят, возглавлявший посольство Сефевидов в 1599-1602 гг.

Во время правления шаха Исмаила впервые произошел обмен идеями с Карлом V и венгерским королем Людвигом II, чтобы заключить союз против Османского государства. Карл V, позже король Испании под именем Карл I (Карлос), отправил послов в государство Сефевидов в 1516 и 1519 годах, чтобы предложить союз. Людовик II также отправил Петруса де Монте Либанона, одного из маронитских священников, во дворец Сефевидов в 1516 году с той же целью.
Считается, что определенного ответа этим посланникам не было дано. Однако в 1523 году шах Исмаил написал письмо на латыни Карлу V через Петруса де Монте Либано, предлагая ему союз против османов. Это письмо было передано ему в марте 1524 года, когда Карл V находился в Бургосе. Хотя источники не предоставляют точной информации, считается, что Карл V принял это как принцип. Однако смерть шаха Исмаила в 1524 г. помешала заключению союза.

## Османско-сефевидская война

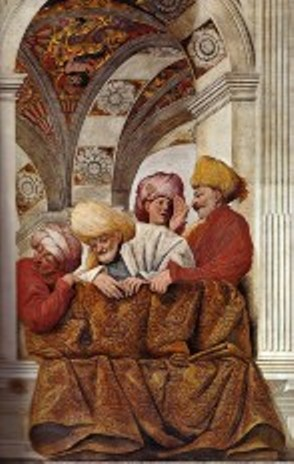
Посольство Сефевидов в Европе (1609–1615) в гостях у Папы Павла V в Палаццо дель Квиринале. Картина написана Сала деи Корацциери.

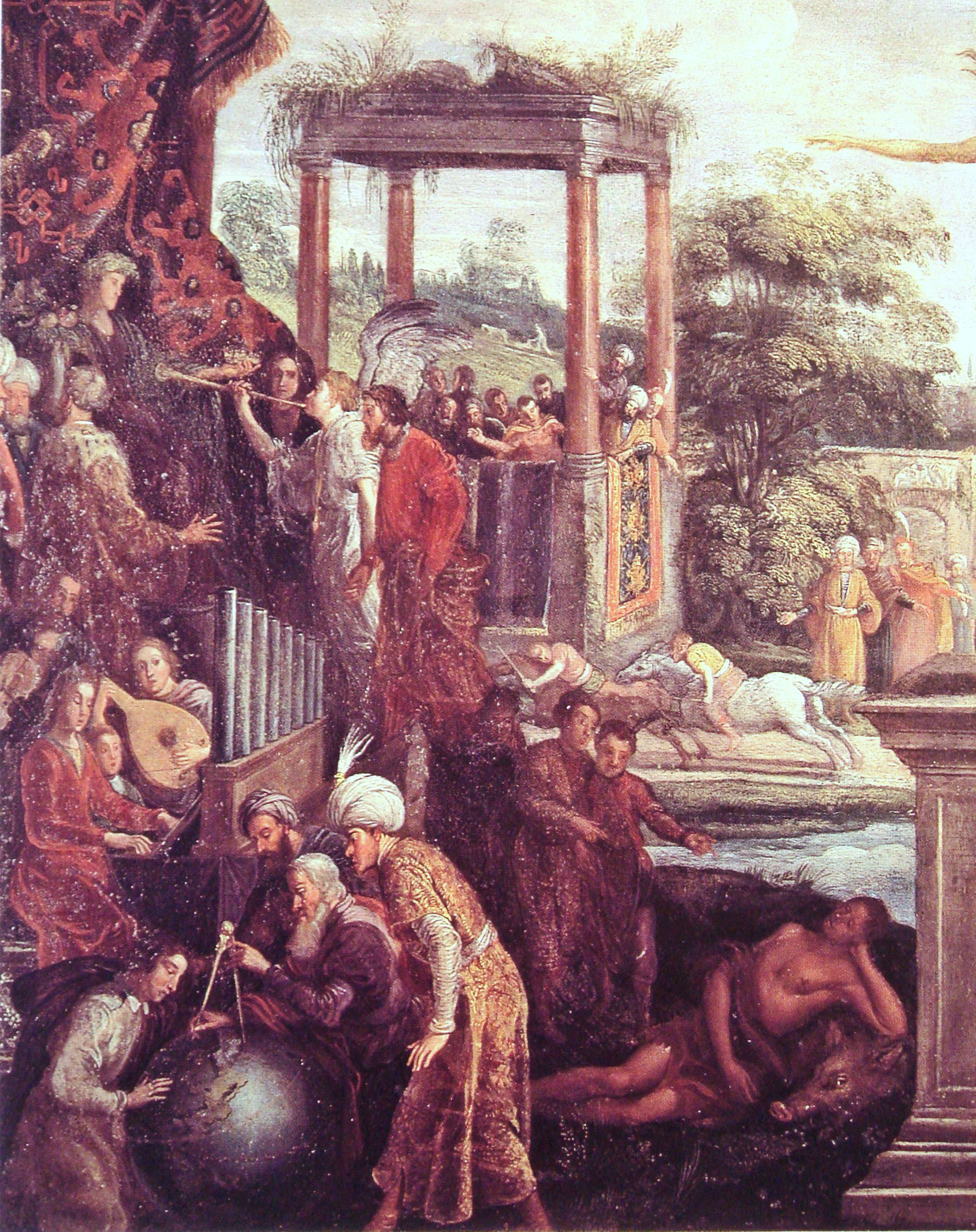
Франц Франкер Младший, написавший посольство 1609-1615 годов, отправленное шахом Аббасом в Европу (оригинальное название: Allégorie de l'Occasion)

18 февраля 1529 года Карл V запаниковал после того, как османы осадили Вену . Он отправил посланника из Толедо к шаху Исмаилу, но шах Исмаил уже умер в 1524 году, и ему наследовал его сын Шах Тахмасиб. Святой Иоанн де Бальби, посланник Карла V, предложил шаху Тахмасибу атаковать Османскую империю с востока и запада одновременно. Шах Тахмасиб согласился и попросил посланника выразить свою дружбу императору. Однако, когда посол отправился в Европу и вернулся в Сефевидское государство, уже прошел 1 год, и Сефевидский шах был вынужден заключить мир с османами из-за нападения Шейбани на востоке.
Примерно в то же время король Фердинанд отправил Пьетро да Негро и Симона де Лиллиса ко двору Сефевидов в качестве послов. Но эти посольства потерпели неудачу. 1532–1555 гг. обмен послами увеличился во время османско-сефевидской войны.
В то время французский король Франциск, который был врагом Габсбургов, начал переговоры с султаном Сулейманом Великолепным. В ответ на соглашение Габсбургов и Сефевидов в 1536 году был создан франко-османский союз. В 1547 году, когда султан Сулейман напал на государство Сефевидов, король Франции направил к нему своего посла Габриэля де Люэца. Французский посол, двигавшийся с османской армией, дал султану действенные военные советы во время осады Вана, и по его плану была организована бомбардировка Вана.

## Итог
Во время османско-сефевской войны 1532-1555 годов  Сефевидское государство 5 раз эффективно вторгалось на восточные границы Османской империи. Все это привело к ослаблению Османской империи. Это был отличный шанс для Габсбургской Европы. В результате всего этого в это время снова укрепился старый союз Габсбургов и Сефевидов.
Отношения между Габсбургами и Сефевидами внезапно восстановились в 1593 году. Император Рудольф II отправляет письмо на персидском языке шаху Аббасу из Праги через сефевидского министра в Москве. Английский авантюрист по имени Роберт Ширли взял на себя посредничество в подписании договора против Османского государства между европейскими государствами и Сефевидами. Работа в этом направлении продолжалась в XVII веке и достигла своего пика во время первого посольства Сефевидов в Европе в 1599-1602 и 1609-1615 годах.